# متیو لیبرمن
متیو لیبرمن (انگلیسی: Matthew Lieberman؛ زادهٔ ۵ مهٔ ۱۹۷۰) دانشمند در زمینه رفتارگرایی اهل ایالات متحده آمریکا است.

## پژوهش‌ها
در کتاب اجتماعی: چرا مغز ما برای اتصال سیمی است؟ لیبرمن توضیح می‌دهد که چگونه اجتماعی شدن برای موفقیت ما به عنوان یک گونه اساسی است و فقدان اجتماعی شدن منجر به افسردگی می‌شود. به دلیل عدم تطابق فرگشتی، این جدایی از جامعه اکنون آسان‌تر از همیشه شده‌است. اجداد ما محدود به قبایل حدوداً ۱۵۰ نفری (تعداد دانبار) بودند، و اکنون ما حساب‌های رسانه‌های اجتماعی گسترده‌ای داریم با هزاران تعامل زودگذر، کم عمق و بالقوه که ما را از همکاری واقعی انسانی محروم می‌کند. همچنین با ظهور هواپیماها، دیگر مجبور نیستیم با قبیله (خانواده) خود بمانیم که منحصر به روان‌شناسی فرگشتی ما است و می‌تواند ارتباطات اجتماعی طولانی مدت را مختل کند. عدم تطابق فرگشتی در بازی این است که ما دیگر مجبور نیستیم با هم در قبیله زندگی و کار کنیم، اما همچنان مغزهایی داریم که بهترین عملکرد را در آن محیط دارد. نتیجه آن است که اغلب با ناهماهنگی‌های مخرب دیگر همراه است.

## انتشارات منتخب
- لیبرمن، ام دی (۲۰۱۳). اجتماعی: چرا مغز ما برای اتصال سیمی است؟ نیویورک، نیویورک: کرون
- لیبرمن، ام دی (۲۰۱۰). علوم اعصاب شناختی اجتماعی. در S. T. Fiske, D. T. Gilbert, & G. Lindzey (Eds). کتاب راهنمای روان‌شناسی اجتماعی (ویرایش پنجم) (صص. ۱۴۳–۱۹۳). نیویورک، نیویورک: مک گراو هیل.
- فالک، ای.بی. برکمن، ای.تی. مان، تی. هریسون، بی، و لیبرمن، ام.دی. (۲۰۱۰). پیش‌بینی تغییر رفتار ناشی از اقناع از مغز مجله علوم اعصاب، ۳۰، ۸۴۲۱–۸۴۲۴.
- Lieberman, M. D. , Eisenberger, N. I. , Crockett, M. J. , Tom, S. , Pfeifer, J. H. , Way, B. M. (2007). بیان احساسات در قالب کلمات: برچسب گذاری تأثیر، فعالیت آمیگدال را به محرک‌های عاطفی مختل می‌کند. علم روان‌شناسی، ۱۸، ۴۲۱–۴۲۸.
- Eisenberger, N. I. , Lieberman, M. D. , & Williams, K. D. (2003). آیا طرد شدن درد دارد؟ مطالعه fMRI طرد اجتماعی. علم، ۳۰۲، ۲۹۰–۲۹۲.